# Herman Guinto Abcede
Herman Guinto Abcede RCJ (* 13. April 1965 in Vinzons, Camarines Norte) ist ein philippinischer Ordensgeistlicher und römisch-katholischer Bischof von Daet.

## Leben
Herman Guinto Abcede erwarb nach dem Abschluss der Vinzons Pilot High School zunächst an der Päpstlichen und Königlichen Universität des heiligen Thomas von Aquin in Manila einen Bachelor in Philosophie. Er trat der Ordensgemeinschaft der Rogationisten bei und setzte sein Philosophiestudium am ordenseigenen Seminar in Manila. Theologie studierte er an der Don Bosco School of Theology in Parañaque. Nach weiteren Studien des Kanonischen Rechts erwarb er an der Päpstlichen Lateranuniversität in Rom das Lizenziat. Er legte 1991 die ewige Profess ab und empfing am 8. Juni 1996 das Sakrament der Priesterweihe.
Nach der Priesterweihe war er neben Aufgaben in der Pfarrseelsorge vor allem mit verschiedenen Führungs- und Verwaltungsaufgaben innerhalb seiner Ordensgemeinschaft betraut. Außerdem war er als Lehrer und Leiter an verschiedenen Bildungseinrichtungen seiner Gemeinschaft tätig. Von 2010 bis 2018 war er Provinzial seiner Ordensprovinz. Er gehörte der philippinischen Vereinigung der höheren Ordensoberen (Association of the Major Religious Superiors in the Philippines AMRSP) und der Gesellschaft für Kanonisches Recht der Philippinen (Canon Law Society of the Philippines CLSP) an. Außerdem unterrichtete er in Tagaytay City die Novizen verschiedener Ordensgemeinschaften in Kanonischem Recht und Fragen des Ordenslebens. Ab 2018 war er Ehebandverteidiger am Diözesangericht des Bistums Parañaque. Ab 2021 war er Richter an diesem Gericht sowie ab 2023 Ordensoberer seiner Gemeinschaft in Parañaque.
Papst Franziskus ernannte ihn am 4. März 2025 zum Bischof von Daet. Der Erzbischof von Caceres, Rex Andrew Alarcon, spendete ihm am 1. Mai desselben Jahres in der Kathedrale von Daet die Bischofsweihe. Mitkonsekratoren waren der Erzbischof von Lipa, Gilbert Garcera, und der Bischof von Parañaque, Jesse Eugenio Mercado.